# Буксвиллер (Верхний Рейн)
Буксвилле́р (фр. Bouxwiller) — коммуна на северо-востоке Франции в регионе Гранд-Эст (бывший Эльзас — Шампань — Арденны — Лотарингия), департамент Верхний Рейн, округ Альткирш, кантон Альткирш.
Площадь коммуны — 6,47 км², население — 463 человека (2006) с тенденцией к стабилизации: 445 человек (2012), плотность населения — 68,8 чел/км².

## Население
Численность населения коммуны в 2011 году составляла 455 человек, а в 2012 году — 445 человек.
| 1962 | 1968 | 1975 | 1982 | 1990 | 1999 | 2005 | 2006 | 2010 | 2011 | 2012 |
| ---- | ---- | ---- | ---- | ---- | ---- | ---- | ---- | ---- | ---- | ---- |
| 308  | 330  | 336  | 328  | 314  | 415  | 470  | 463  | 456  | 455  | 445  |

Динамика населения:

## Экономика
В 2010 году из 269 человек трудоспособного возраста (от 15 до 64 лет) 216 были экономически активными, 53 — неактивными (показатель активности 80,3%, в 1999 году — 74,5%). Из 216 активных трудоспособных жителей работали 200 человек (104 мужчины и 96 женщин), 16 числились безработными (7 мужчин и 9 женщин). Среди 53 трудоспособных неактивных граждан 20 были учениками либо студентами, 15 — пенсионерами, а ещё 18 — были неактивны в силу других причин.
На протяжении 2011 года в коммуне числилось 160 облагаемых налогом домохозяйств, в которых проживало 429,5 человек. При этом медиана доходов составила 28392 евро на одного налогоплательщика.